# Ролло (сыр)
Ролло́ (фр. Rollot) — французский сыр из коровьего молока, изготовляемый на территории Пикардии, преимущественно в департаменте Сомма.

## История
Сыр впервые был произведён в начале XVII века монахами монастыря Маруаль (фр. Abbaye de Maroilles) и получил известность после того, как понравился королю Людовику XIV. В XVII веке он был настолько популярен, что мог использоваться в качестве денежного эквивалента.
В наши дни изготовлением традиционного ролло занимаются всего три или четыре производителя; остальной сыр производится промышленным способом.

## Изготовление
Ролло изготовляется из цельного молока, сырого или пастеризованного. В свеженадоенное молоко добавляется закваска; образовавшийся сгусток нарезается и помещаются в формы. После того как стечёт сыворотка, сыр солят и помещают в сушильню на три-шесть недель.
Изначально ролло имел форму цилиндра диаметром 6—7 см, высотой 4—5 см и весом 450—500 граммов. В наше время он изготовляется преимущественно в форме сердца и весит от 200 до 250 граммов.

## Характеристики
Сыр имеет ярко выраженный солёный вкус с лёгкой приятной горчинкой. Корочка обычно красноватого цвета, мякоть — бледно-жёлтого. Жирность — 45—50 %.
Ролло употребляют с белым вином Sancerre.